# PGC 16337
LEDA/PGC 16337 ist eine Galaxie im Sternbild Eridanus am Südsternhimmel. Sie ist schätzungsweise 405 Millionen Lichtjahre von der Milchstraße entfernt. Im selben Himmelsareal befinden sich u. a. die Galaxien NGC 1692 und NGC 1716.